# Dictionnaire historique de la langue française
Dictionnaire historique de la langue française este un dicționar etimologic și istoric, condus de Alain Rey, redactat de Alain Rey, Marianne Tomi, Tristan Hordé și Chantal Tanet, editat de Dictionnaires Le Robert.

## Ediții
- Prima ediție în două volume a apărut în 1992.
- O a doua ediție îmbogățită, în trei volume de format redus, a fost publicată în 1998.
- În iulie 2010, o nouă ediție a văzut lumina tiparului, sub forma unui singur dicționar de format mare. Această ediție a fost îmbogățită doar de Alain Rey, pentru a putea tranșa singur unele dificultăți și ambiguități[2], ISBN 978-2-84902-997-8.
- În august 2012 a apărut o nouă versiune în trei volume, « versiune de buzunar », a ediției din 2010[3] · [4], ISBN 978-2321000679.
- În octombrie 2016 a apărut o nouă ediție amplificată în două volume și în format mare.[5]

Dictionnaire historique rămâne o singularitate franceză, nicio lucrare străină nu are un echivalent al acestei lucrări.

 
Pe coperta celei de-a treia ediții, se poate citi epigraful lui Alain Rey:  
„Derrière les dizaines de milliers d'histoires que content les mots du français, derrière la variété des usages de cette langue dans cinq continents, ce dictionnaire dévoile l'unité profonde d'une manière de penser, d'une vision du monde”
.

## Articole conexe
- fr  fr:Référence:Dictionnaire historique de la langue française